# Empreinte eau
Pour les articles homonymes, voir empreinte et eau.

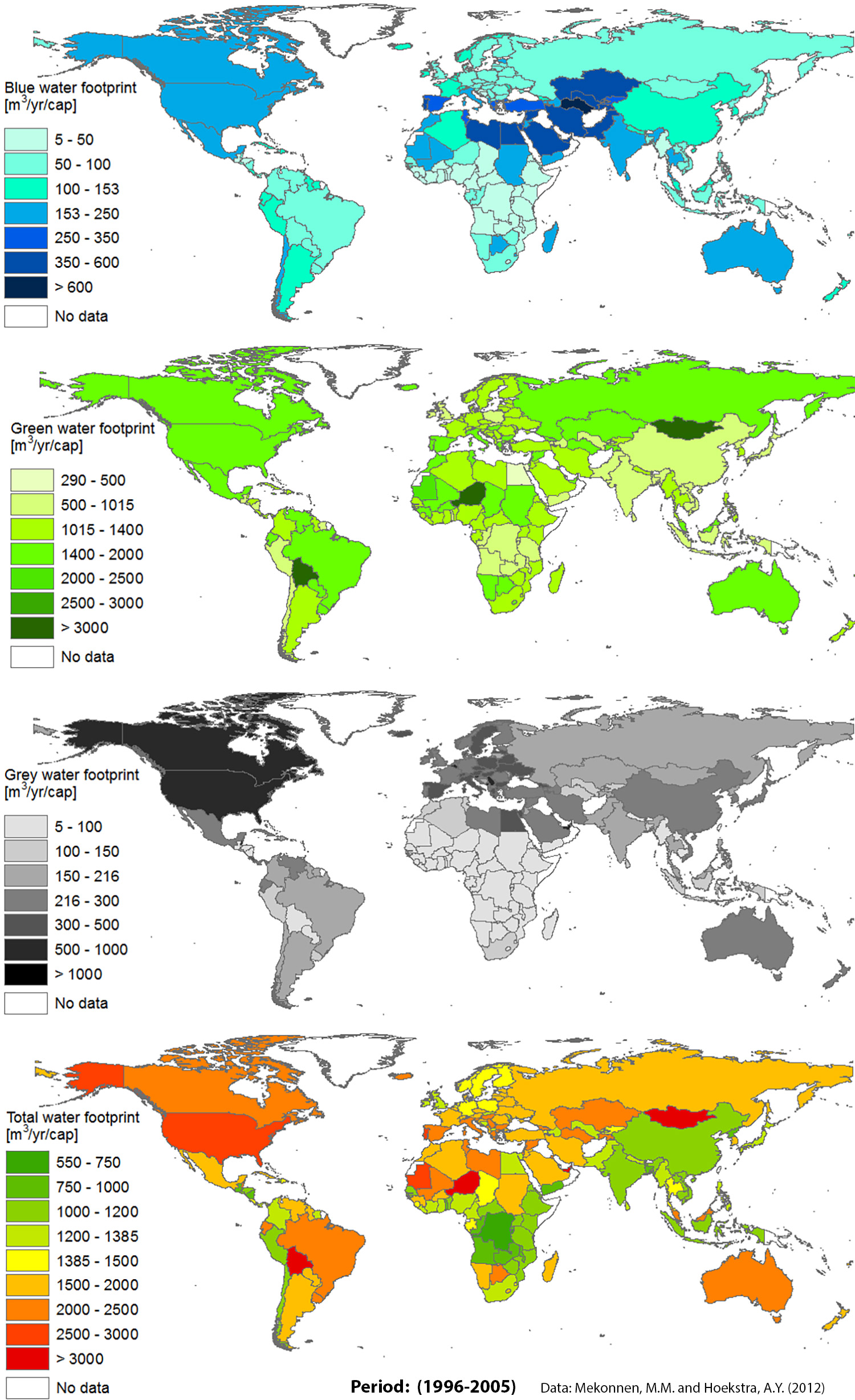
Empreinte eau nationale par habitant

L'empreinte eau (on parle également d'empreinte sur l'eau) est le volume total d'eau virtuelle utilisée pour produire un produit ou un service. Comme on le fait pour l'empreinte écologique, on peut également évaluer l'empreinte eau d'une entreprise, d'un pays, d'un individu, d'une ville etc.
L'empreinte de l'eau ou Water footprint en anglais est un indicateur basé sur la consommation effective d’eau aux différents stades de la production d’un produit par le consommateur ou le producteur. 
On distingue l'eau verte, bleue et grise, que l'on peut qualifier d'une sorte de biocapacité en eau :
- l'eau bleue[2] est l'eau captée pour les usages domestiques et agricoles. Elle est aussi définie comme l'eau douce de surface ou souterraine, autrement dit l'eau douce des lacs, des rivières et des aquifères ;
- l'eau verte[2] est l'eau de pluie stockée dans le sol : elle est incorporée dans les végétaux, transpirée ou évaporée[3];
- l'eau grise est l'eau polluée par les processus de production[4],[5]. Dans la terminologie émergente de l'empreinte eau, l'eau grise désigne aussi la quantité d'eau bleue nécessaire pour diluer suffisamment l'eau usée rejetée et rendre l'eau à nouveau disponible pour un autre usage[6].

Mis au point en 2002 par le Professeur A. Y. Hoekstra de l’UNESCO-IHE, cet indicateur a par la suite été développé par l’Université de Twente (Pays-Bas). Actuellement, c’est le Water Footprint Network qui s’occupe des standards de la comptabilité de l’empreinte eau et qui en assure sa diffusion.
L'eau virtuelle désigne le volume d'eau nécessaire à la production d'un produit. Le concept est surtout utilisé pour décrire les quantités d'eau associées au commerce des produits. Il a été introduit par Anthony Allan (en) en 1993. La notion d'eau virtuelle est particulièrement utilisée en géopolitique, en établissant des cartes des échanges d'eau : ainsi on met en évidence qu'un pays important des céréales est également importateur d'eau virtuelle. 
L'ISO étudie la mise en place d'une norme pour définir un système d'évaluation de l'empreinte eau harmonisé sur le plan international.
L'Égypte est le plus grand importateur d'eau virtuelle et la Thaïlande est le pays qui en exporte le plus[réf. incomplète].

## Quelques exemples
Une étude réalisée en décembre 2010 portant sur les années 1996-2005 et publiée par l’Unesco établit l’empreinte hydrique mondiale de certaines viandes. Avec 15 400 litres par kilo, la viande de bœuf est très largement au-delà des autres viandes : 10 400 l/kg pour le mouton, 6 000 l/kg pour le porc, 5 500 l/kg pour la chèvre et 4 300 l/kg pour le poulet. Les produits animaux ont généralement une empreinte hydrique plus importante que les produits végétaux. Il en va de même pour l'empreinte hydrique par calorie. L'empreinte hydrique moyenne par calorie de la viande de bœuf est vingt fois plus importante que celle des céréales et des racines amylacées. L’approche des besoins en eau pour les protéines aboutit à des résultats similaires. L'empreinte hydrique par gramme de protéines pour le lait, les œufs et la viande de poulet est environ 1,5 fois plus importante que pour les légumineuses. Pour la viande de bœuf, elle est 6 fois plus importante que pour les légumineuses
.
D'autres exemples de produits alimentaires ou manufacturés sont donnés par le centre d'information sur l'eau :
- 30 000 litres d’eau pour une voiture ;
- 11 000 litres d’eau pour un jean en coton ;
- 340 litres d’eau pour un bol de riz ;
- 140 litres d’eau pour une tasse de café ;
- 40 litres d’eau pour une tranche de pain (30 g) ;
- 1 200 litres d’eau pour 1 kg d'avocat.

Les biocarburants ont une empreinte eau importante.
- pour le maïs, plus de 250 m3 d'eau par Tonne d'équivalent pétrole (tep)- éthanol
- pour le soja, plus de 150 m3/tep - biodiesel

Selon certaines estimations, la production d'une voiture consomme plus de 39 000 gallons US d'eau (150 000 litres) d'eau et la production de pneus varie selon les estimations. Les principales utilisations de l'eau dans l'industrie automobile comprennent le traitement de surface et le revêtement, les cabines de peinture au pistolet, le lavage, le rinçage, les tuyaux, le refroidissement, les systèmes de climatisation et les chaudières. Les segments de fabrication de composants ont leur propre liste de processus à forte consommation d'eau. Selon le fabricant, la Gigafactory à Grünheide de Tesla devrait consommer jusqu'à 372 m3 par heure, ce qui pose un problème étant donné sa situation.

## Empreinte eau de quelques pays
Chaque cubage ci-dessous représente l'empreinte eau (moyenne) par personne, c'est-à-dire le volume d’eau nécessaire pour la production des biens et des services consommés par le pays concerné chaque année :
- 2 500 m3 à 2 664 m3/personne/an en Belgique (soit 28 milliards de m3/an)[16],[17]
- 2 483 m3/personne/an aux États-Unis (soit 696 milliards de m3/an)[18]
- 2 332 m3/personne/an en Italie[18]
- 1 875 m3/personne/an en France (soit 110 milliards de m3/an)[18]
- 1 682 m3/personne/an en Suisse (soit 12 milliards de m3/an)[18]
- 1 103 m3/personne/an en Pologne (soit 43 milliards de m3/an)[18]
- 675 m3/personne/an en Éthiopie (soit 43 milliards de m3/an)[18]

Monde : 1 243 m3/personne/an (soit 7 452 milliards de m3/an)
Comme dans le cas de l'empreinte écologique, de l'empreinte carbone, etc. une partie importante, voire très importante de l'empreinte d'un pays riche peut être délocalisée dans d'autres pays où sont produits des biens ou services nécessitant une consommation importante d'eau. La France exporte ainsi l'équivalent du prélèvement de  7 km3 d'eau (dont environ 1,5 pour les céréales), et importe des marchandises dont la production représente un prélèvement de 15 km3.
Les calculs ne prennent généralement pas en compte les fuites d'eau des réseaux (Selon le CAS, en 2012, 1 litre sur 4 d'eau prélevée, traitée et mise dans les réseaux n'arrive jamais au robinet) ni l'eau utilisée une ou plusieurs fois pour produire de l'électricité via le fonctionnement des barrages hydroélectriques et/ou le refroidissement des centrales thermiques (charbon, gaz, fioul ou nucléaire).